# ايمانويل زولو
ايمانويل زولو (بالإنجليزية: Emmanuel Zulu)‏ هو لاعب كرة قدم زامبي في مركز الوسط، ولد في 3 يناير 1981. لعب مع Perak F.C. ‏.

## وصلات خارجية
- ايمانويل زولو على موقع الاتحاد الدولي (مؤرشف)  (الإنجليزية)
- ايمانويل زولو على موقع قاعدة بيانات كرة القدم.إي يو (الإنجليزية)